# Francis Ntamack
Pour les articles homonymes, voir Ntamack.
Pas d'image ? Cliquez ici

a Compétitions nationales et continentales officielles uniquement.

b Matchs officiels uniquement.
Francis Ntamack, né le 15 novembre 1972 à Lyon, est un joueur international français de rugby à XV jouant au poste de troisième ligne centre. 
Il commence sa carrière au Stade toulousain en 1991, où il joue durant cinq ans. Puis, il enchaîne les clubs, évoluant au CA Périgueux, au CA Bordeaux Bègles, l'US Colomiers et Montauban. Il participe également à une rencontre avec l'équipe de France en 2001. 
Il est le frère d'Émile Ntamack, joueur international et entraîneur de rugby à XV et l'oncle de Romain et Théo Ntamack, également joueurs de rugby professionnels.

## Biographie

### Jeunesse et formation
Francis Ntamack naît le 15 novembre 1972 à Lyon. Il est le fils d'un ancien haltérophile camerounais reconverti arbitre de football, et d'une mère pied-noire. 
Il commence par pratiquer le football avec ses frères, puis, une connaissance de son père qui était président d'un club de rugby propose aux frères Ntamack de jouer à ce sport. Émile est le premier à s'y inscrire, apprécie rapidement ce sport et incite Francis à le rejoindre, ce qu'il fait. Ainsi, Francis Ntamack commence le rugby à Meyzieu, dans la banlieue lyonnaise. Il souhaite ensuite intégrer une section sport-étude rugby mais cela n'existait pas à Lyon. Son frère quant à lui venait d'en intégrer une au lycée Jolimont de Toulouse. Il décide alors de le rejoindre dans cette région à l'âge de 16 ans et arrive dans une famille d'accueil à Lavaur. Il joue alors au rugby dans le club local où le niveau est bien plus élevé, ce qui lui permet de progresser rapidement et donc d'être recruté plus tard par le Stade toulousain où joue Émile,. Avec ce club, il est champion de France junior en 1990 et 1991.

### Carrière en club
Francis Ntamack commence sa carrière avec le Stade toulousain en 1991. Avec ce club, il remporte le Championnat de France à trois reprises : en 1994, 1995 et 1996, ne jouant cependant aucune de ces finales.
Face à la très forte concurrence en troisième ligne à Toulouse, où l'on retrouvait Thierry Maset, Albert Cigagna, Karl Janik, Régis Sonnes, Didier Lacroix ou encore Richard Castel, il quitte son club formateur en 1996, après son titre de champion de France. Il rejoint alors le CA Périgueux, qui évoluait alors en première division, et n'y joue qu'une seule saison en 1996-1997. Puis, il joue pendant deux ans au CA Bordeaux Bègles de 1997 à 1999.
Il s'engage ensuite, en 1999 à l'US Colomiers, avec qui il se qualifie en finale du Championnat de France en 2000 où il affronte le Stade français au Stade de France. Pour cette rencontre, il est titularisé en troisième ligne aux côtés de Bernard De Giusti et Patrick Tabacco. À la trentième minute de jeu, alors que le score était serré, Francis Ntamack donne l'avantage aux siens en marquant un essai et porte le score à 13-6. Cependant, le Stade français revient et marque trois essais. Finalement, les Parisiens l'emportent 28 à 23, privant Colomiers de son premier bouclier de Brennus,.
Le club columérin étant en rétrogradé en troisième division à l'issue de la saison 2003-2004 pour des raisons financières, Francis Ntamack quitte Colomiers et s'engage à Montauban. Il n'y reste que deux saisons, avant de faire son retour à Colomiers en 2006 à 34 ans. Le club évolue désormais en deuxième division.

### Carrière internationale
Auteur de bonnes performances avec Colomiers, il est sélectionné plusieurs fois en équipe de France par Bernard Laporte en 2000 et 2001, mais doit à chaque fois déclarer forfait à cause de blessures, manquant notamment un Tournoi des Six Nations,.
Finalement, le 10 novembre 2001, il connaît sa première cape avec les Bleus, à l'occasion d'un match amical face à l'Afrique du Sud. Pour son unique sélection, il est titularisé au poste de troisième ligne centre et joue 81 minutes avant d'être remplacé par Serge Betsen. Grâce à plusieurs pénalités marqués par François Gelez, les Français l'emportent 20 à 10. Auteur d'une bonne rencontre, Ntamack est reconduit sur la feuille de match pour la rencontre suivante face à l'Australie, est sur le banc des remplaçants, cédant sa place de titulaire à Betsen. Il n'entre toutefois pas en jeu et n'est par la suite plus convoqué avec le XV de France.
En 2007, il prend part à une rencontre amicale avec la Belgique face à l'Argentine. Les Pumas s'imposent 36 à 8,.

### Après carrière
Après sa carrière, Francis Ntamack se reconvertit en tant que conseiller technique de l'équipe nationale du Brésil en 2009, puis en devient ensuite l'entraîneur en 2010-2011.
De 2008 à 2014, il est directeur général de l'hôtel Patio Wilson à Toulouse. En mars 2020, il s'installe sur l'île Sainte-Marie à Madagascar et devient conseil en hôtellerie dans ce pays. En 2021, il est nommé sélectionneur de l'équipe nationale.

## Statistiques en équipe nationale
Francis Ntamack compte une seule sélection en équipe de France.
| Année | Compétition | Matchs | Points | Essais |
| ----- | ----------- | ------ | ------ | ------ |
| 2001  | Test matchs | 1      | 0      | 0      |
| Total | Total       | 1      | 0      | 0      |

## Palmarès
- Stade toulousain
  - Vainqueur du Championnat de France en 1994, 1995 et 1996
- US Colomiers
  - Finaliste du Championnat de France en 2000
- US Montauban
  - Vainqueur du Championnat de France de 2e division en 2006

- Blagnac SCR
  - Vainqueur du Championnat de France de Fédérale 2 (4e division) en 2010